# Уинн, Сэм
Сэ́мьюэл Уи́нн (англ. Samuel Wynne; 26 апреля 1897 — 30 апреля 1927), более известный как  Сэм Уинн (англ. Sam Wynne) — английский футболист, правый защитник. Умер в возрасте 30 лет во время матча Первого дивизиона Футбольной лиги Англии.

## Футбольная карьера
Родился в Нестоне, графство Чешир. В качестве любителя играл в футбол за местную шахтёрскую команду «Нестон Коллиери», параллельно работая шахтёром. Также играл за валлийский клуб «Коннас-Ки».
В 1921 году подписал свой первый профессиональный контракт с клубом Футбольной лиги Англии «Олдем Атлетик». 6 октября 1923 года в матче Второго дивизиона против «Манчестер Юнайтед» забил четыре мяча, причём два из них — в свои ворота. Стал первым футболистом в истории, сделавшим «дубль» в свои и в чужие ворота в рамках одного матча (этот рекорд повторил Крис Николл в марте 1976 года) и попал в Книгу рекордов Гиннесса. В итоге «Олдем» выиграл тот матч со счётом 3:2. Уинн выступал за «Олдем Атлетик» на протяжении пяти сезонов, сыграв 145 матчей и забив 9 мячей в рамках лиги.
В декабре 1926 года стал игроком «Бери», заплатившим за его трансфер 2500 фунтов, что было рекордной суммой для клуба. В сезоне 1926/27 провёл за команду 18 матчей и забил 1 мяч в рамках Первого дивизиона до момента своей смерти 30 апреля 1927 года.

## Смерть
30 апреля 1927 года во время матча Первого дивизиона Футбольной лиги Англии между «Шеффилд Юнайтед» и «Бери» на стадионе «Брэмолл Лейн» Уинн потерял сознание, устанавливая мяч для свободного удара после офсайда соперника. Это произошло примерно на 38-й минуте первого тайма. Согласно репортажу газеты The Yorkshire Evening Post, судья остановил игру и обратился к зрителям, спрашивая, есть ли среди присутствующих врач (на стадионе было более 20 тысяч зрителей). Откликнулись трое, они подбежали к упавшему Уинну. Затем футболиста унесли с поля на носилках в раздевалку, на тот момент он ещё был жив. После этого судья возобновил игру: к тому моменту «Шеффилд Юнайтед» вёл в счёте 1:0 благодаря автоголу игрока «Бери». Матч продолжился до перерыва. После перерыва игроки и зрители узнали новость о том, что Уинн умер. Игроки обеих команд и судьи единогласно приняли решение об отмене матча.
Смерть Уинна была неожиданной для всех: он отличался отличной физической формой, никогда не жаловался на проблемы со здоровьем. Перед матчем Сэм вместе с другими игроками «Бери» позавтракал в ресторане, он съел тосты и рыбу. Изначальное предположение о причине смерти игрока состояло в том, что он умер от кровоизлияния в мозг из-за ударов мяча головой. Однако после вскрытия было обнаружено, что у Уинна были ранние признаки пневмонии, признаков повреждения мозга обнаружено не было. Возможно, причиной смерти стала высокая нагрузка на сердце на фоне пневмонии. В свидетельстве о смерти была указана синкопа на фоне пневмонии и токсемии.
Вдова Сэма, Ханна Элизабет Уинн, обратилась в футбольный клуб «Бери» с официальным требованием о компенсации в размере 600 фунтов стерлингов. В октябре 1927 года суд графства Бери вынес вердикт об удовлетворении требований вдовы Уинна. Футбольный клуб подал апелляцию на это решение суда, но параллельно начал сбор пожертвований для Ханны Уинн и в итоге собрал большую сумму, чем была в иске вдовы к клубу (примерно 1400 фунтов).